# Buurtzorg Nederland
Buurtzorg Nederland és una organització dels Països Baixos d'atenció domiciliària que ha atret l'atenció internacional pel seu ús innovador d'equips d'infermers independents en la prestació d'atenció relativament a baix cost. La paraula buurtzorg en neerlandès significa "atenció al barri".

## Història
Va ser fundada el 2006 a la petita ciutat d'Almelo per Jos de Blok i un petit equip d'infermers professionals que no estaven satisfets amb la prestació d'assistència sanitària per part d'organitzacions tradicionals d'atenció domiciliària als Països Baixos. Segons Sharda S. Nandram, la companyia ha creat un nou enfocament de gestió: la "simplificació integradora", caracteritzada per una estructura organitzativa senzilla i plana a través de la qual es pot proporcionar una àmplia gamma de serveis, facilitada per la tecnologia de la informació.

## Operació
Quan van a casa d'un pacient, les infermeres de Buurtzorg proporcionen no només serveis mèdics, sinó també serveis de suport, com ara vestir-se i banyar-se, que solen delegar-se a personal amb menys formació i més barat. Els equips autònoms de 10 a 12 infermeres altament capacitats es fan responsables de l'atenció domiciliària de 50 a 60 pacients en un barri determinat. Això permet flexibilitzar els arranjaments laborals per satisfer les necessitats de les infermeres i dels pacients. L'organització compta amb la plantilla més satisfeta de qualsevol empresa neerlandesa amb més de 1.000 empleats. Quan es van afegir els costos de la residència, del metge i de l'hospital dels pacients a l'anàlisi, els costos totals per pacient eren similars a la mitjana dels Països Baixos.
L'organització descriu un paquet de sis components seqüencials, que no es poden lliurar per separat: 
- avaluar les necessitats del client; l'avaluació és integral i inclou necessitats mèdiques, necessitats de condició a llarg termini i necessitats personals / socials. Sobre la base de la informació resultant, es redactarà el pla individual d'atenció.
- traçar xarxes d'atenció informal i involucrar-les en l'atenció.
- Identificar i incloure cuidadors formals.
- lliurament assistencial.
- donar suport als clients en els seus rols socials.
- promoure l'autocura i la independència.[2]

## Internacional
L'empresa va donar feina a 10.000 infermeres i 4.500 treballadors d'ajuda a la llar el 2018, amb equips als Països Baixos, Suècia, Japó i els Estats Units (a Minnesota), on Buurtzorg USA és una organització sense ànim de lucre legalment constituïda amb una llicència de Minnesota Home Care integral. Ara proporciona atenció domiciliària a unes 80.000 persones; més de la meitat de totes les infermeres de districte dels Països Baixos treballen per a l'organització. Als EUA, l'organització s'enfronta a la necessitat de tractar amb diversos pagadors, cadascun amb les seves pròpies regles i procediments de pagament, cosa que dificulta la facturació de les infermeres com ho fan a Holanda.
A la companyia li preocupa una retallada del pressupost neerlandès d'infermeria a domicili de 400 milions d'euros, un 10% menys que el pressupost d'assistència comunitària de l'any passat. L'empresa rep més sol·licituds de persones que tenen dret a l'atenció domiciliària. Espera un creixement de 15.000 clients.
El NHS Wales establirà un pilot gal·lès de Buurtzorg a partir del 2018-2020 amb un finançament de 2 milions de lliures esterlines. El Royal College of Nursing va dir que “La RCN fa temps que dona suport a aquest model, que va ser fundat als Països Baixos i que ha obtingut elogis internacionals pels seus principis rendibles i dirigits per una infermera, que es basen en la innovació en infermeres que guia el camí per a l'atenció dels pacients a les seves pròpies comunitats ".
A França, l'organització sense ànim de lucre Soignons Humain ha començat a operar el 2016, com a soci llicenciat oficial de Buurtzorg.